# Albert Hauck
Albert Heinrich Friedrich Stephan Ernst Louis Hauck, född den 9 december 1845 i Wassertrüdingen i Mittelfranken, död den 7 april 1918 i Leipzig, var en tysk kyrkohistoriker. 
Hauck blev 1878 e.o. och 1882 ordinarie professor i Erlangen och 1889 professor i Leipzig. Han var teologie, filosofie och juris doktor samt Geheime Kirchenrat. 
Haucks första mera betydande arbete var Tertullians Leben und Schriften (1877). Några smärre uppsatser, rektorstal och dylikt har sedan sett dagen, men sitt livs egentliga verksamhet koncentrerade Hauck på två uppgifter, dels på redigeringen av tredje upplagan av Realenzyklopädie für protestantische Theologie und Kirche (29 band, 1896-1909), där han själv bidrog med många smärre artiklar, bland annat till påvedömets och de tyska biskopsstiftens historia, dels på Kirchengeschichte Deutschlands, som förblev ofullbordat (fem band, 1887-1910; postumt band V:2, 1920, omfattande tiden från germanernas kristnande till mitten av 1400-talet).  Det belönades 1899 av preussiska vetenskapsakademin med Verdunpriset. 
Genom detta verk förvärvade Hauck sig namn som sin tids kanske störste kyrkohistoriker. Det kännetecknas av den grundligaste genomarbetning av hela det väldiga källmaterialet, parad med en konstnärligt utformad, enastående lättflytande framställning.
Högst nådde Hauck i sina personkarakteristiker, i det galleri av individuella, skarpt tecknade gestalter, som utan avvattning förs fram genom verkets alla delar; som det mest typiska exemplet på hans konstnärskap i detta aveende brukar hänvisas till hans skildring av Gregorius VII. 
År 1916 höll Hauck på inbjudning av Olaus Petristiftelsen föreläsningar i Uppsala över Tyskland och England i deras kyrkohistoriska förbindelser, tryckta samma år (Tysklands och Englands kyrkohistoriska förbindelser).

## Skrifter på svenska
- Motsatsen inom den senare medeltidens kyrkobegrepp: offentlig föreläsning (Almqvist & Wiksell, 1911)
- Skilsmässan mellan kyrka och stat (översättning Emanuel Linderholm, Akademiska bokhandeln, 1912)
- Tysklands och Englands kyrkohistoriska förbindelser: Olaus Petri-föreläsningar hållna vid Upsala universitet (Geber, 1916)
- Reformationen och dess inflytande på livet (översättning August Carr, Svenska kyrkans diakonistyrelse, 1918)